# Калуський полк
Калуський полк — військова одиниця Війська Запорозького на Галичині. Існував наприкінці 1648 року.

## Історія
Полк був створений в Калуському і Долинському староствах Галицької землі Руського воєводства під проводом полковника священника Івана з Грабівки. Калуський полк мав чисельність у 3-4 тисячі осіб, до його якого ввійшли жителі понад 80 сіл.